# The Maw
The Maw é um jogo de ação e aventura desenvolvido pela Twisted Pixel Games e publicado pela Microsoft Game Studios, lançado para Xbox 360 e Microsoft Windows. O jogo gira em torno do extraterrestre Frank e uma criatura roxa e amorfa chamada The Maw, que fez um pouso forçado de sua espaçonave em um planeta alienígena. O jogador assume o papel de Frank e dirige The Maw - que pode assumir as habilidades dos objetos e da fauna que consome - por meio de uma coleira.
O jogo ganhou o prêmio Audience Choice de 2008 no PAX10, e foi finalista no Festival de Jogos Independentes de 2009. No final do ano de 2011, The Maw vendeu mais de 237.000 unidades.

## Sinopse e jogabilidade

Em The Maw, os personagens Frank (à direita) e The Maw (à esquerda) devem se unir para escapar da captura dos caçadores de recompensas.

The Maw se passa em um universo futurista.  O jogo começa com Frank, um alienígena bípede pacifista, e The Maw, uma criatura roxa de um olho só com dentes pequenos e médios, ambos capturados pelos Caçadores de Recompensas Galácticos. Por razões desconhecidas, a nave em que eles estão presos cai em um planeta estranho, matando toda a tripulação.  Sozinhos, eles partiram para uma torre de comunicações à distância enquanto fugiam de outros Caçadores de Recompensas Galácticos que vieram para recapturá-los.
Em The Maw, os jogadores controlam Frank, que por sua vez controla The Maw por meio de uma coleira elétrica que ele usa para mantê-lo ao seu lado.. A jogabilidade envolve guiar The Maw em direções específicas para eliminar obstáculos e completar níveis.  O Maw também tem a habilidade de comer objetos e criaturas, assumindo algumas das propriedades do que come, como cuspir fogo, voar ou simplesmente aumentar de tamanho. Os jogadores então usam as habilidades aumentadas de The Maw para navegar por seções anteriormente impossíveis de um nível.

## Desenvolvimento e marketing
Twisted Pixel Games anunciou em junho de 2008 seus planos de lançar The Maw, pois é o primeiro título original da empresa. Anteriormente, a empresa havia trabalhado com Midway Games para desenvolver o jogo de 2004 NBA Ballers. Tecnicamente, The Maw é uma referência ou homenagem ao nível final de Halo da campanha intitulada The Maw.
Hothead Games, um desenvolvedor independente de jogos eletrônicos localizada em Vancouver, uniu-se à Twisted Pixel Games para trazer The Maw para Microsoft Windows. Foi lançado para PC em 9 de março de 2009. A trilha sonora de The Maw foi composta por Winifred Phillips e produzida por Winnie Waldron, que juntos desenharam a interatividade musical para o jogo.

### Conteúdo disponível para download
Twisted Pixel trouxe três novos níveis para o jogo como conteúdo para download, Brute Force, River redirect e The Speeder Lane. Depois de baixados, os novos níveis podem ser selecionados no menu do jogo como "cenas excluídas", ocorrendo em vários pontos entre os níveis originais do enredo. Brute Force e River Redirect foram lançados para Xbox 360 em 18 de fevereiro e 11 de março de 2009, respectivamente. Ambos foram lançados juntos para a versão da Steam do jogo em 16 de março, logo após. The Speeder Lane foi lançado em 30 de abril.
Quando entrevistado pela Gamasutra, o CEO da Twisted Pixel, Michael Wilford, revelou que, embora os desenvolvedores tivessem planos para conteúdo para download desde o início, as decisões sobre o que seria incluído nesse conteúdo não foram tomadas até o lançamento do jogo: "[Nós] não trabalhamos neles de forma alguma até depois que o jogo principal foi encerrado. Uma vez que o jogo estava fora de nossas mãos, voltamos à prancheta para projetar tudo do zero, mas obviamente tínhamos muitas peças inacabadas na sala de edição que poderíamos aproveitar". Wilford explicou ainda que, devido à maneira como The Maw termina, estender-se além do final não seria possível.  Portanto, foram feitos planos para que o conteúdo para download fosse apelidado de "Cenas excluídas";  níveis que acontecem dentro da história do jogo principal. Wilford foi rápido em observar que esses níveis não eram simplesmente códigos de desbloqueio que davam ao jogador acesso a coisas que já estavam no jogo: "Acho que algumas pessoas interpretaram isso como significando que removemos intencionalmente os níveis que estavam 100% completos apenas para vendê-los. como DLC", acrescentando que "não era o caso".

### Legado
The Maw também aparece em 'Splosion Man (2009) em um dos níveis do espaço e Ms. Splosion Man (2011) como uma obra de arte desbloqueável.
The Maw também aparece como um dos doze amigos escondidos em Dust: An Elysian Tail (2012).

## Recepção
The Maw recebeu "críticas geralmente favoráveis" em ambas as plataformas, de acordo com o site agregador de críticas Metacritic.
Erik Brudvig da IGN elogiou o jogo, citando gráficos coloridos e jogabilidade fácil e divertida. Brudvig também elogiou sua música: "A trilha sonora é excelente e se encaixa perfeitamente na sensação do jogo". Phillip Kollar do GamesRadar+ elogiou os designs dos personagens da versão do Xbox 360, chamando Frank e The Maw de "adoráveis personagens principais". Kollar expressou ainda mais gratidão pela capacidade de aprender a jogar sem níveis de tutorial. Dale Nardozzi do  TeamXbox elogiou a jogabilidade, os visuais e o áudio: "Role [os] juntos e você terá um yumyum muito saboroso, sem mencionar um dos melhores IPs originais para atingir o Xbox Live Arcade".
As críticas a The Maw normalmente apontavam para o curto tempo de jogo do jogo. Edge afirmou que a versão do Xbox 360 foi divertida "enquanto dura", um sentimento que Kevin VanOrd de GameSpot compartilhou. Eduardo Rebouças do Game Revolution também concordou: "Aproveite enquanto dura, porque a estadia de Vó não é muito longa". Brudvig acrescentou: "O jogo pode ser facilmente vencido em um fim de semana de jogo leve. Alguns podem jogar novamente para encontrar tudo, mas a maioria vai encerrar o dia".
O jogo ganhou o prêmio Escolha do Público de 2008 no PAX10, e foi finalista do Independent Games Festival 2009. The Maw vendeu mais de 34.000 cópias na primeira semana de lançamento, em maio de 2009, as vendas aumentaram para 95.000 unidades, e em outubro do mesmo ano vendeu mais de 113.000 cópias. Embora as vendas tenham diminuído durante o inverno, o jogo ainda vendeu mais de 144.000 unidades no final de janeiro de 2010. As of year-end 2010, The Maw had moved more than 169,000 units with its downloadable content selling more than 52,000 units collectively. Sales as of year-end 2011 were over 237,000 units on Xbox Live Arcade. Collective sales of downloadable content exceeded a total of 60,000 units that same year. Gamasutra also awarded the game with an honorable mention in its Top 5 Console Downloadable Games of 2009.